# Нехорошая лестница
«Нехорошая лестница» — лестница в подъезде № 6 дома № 10 на Большой Садовой улице в Москве, где в коммунальной квартире № 50 в 1921—1924 годах жил русский писатель Михаил Булгаков со своей первой женой Татьяной Лаппой. Эта коммунальная квартира послужила прообразом места действия нескольких произведений классика, в которых он изобразил её тяжёлые бытовые условия и несносных соседей. Именно она рассматривается основным прообразом «нехорошей квартиры» из московских глав романа «Мастер и Маргарита», где в том числе проходил «бал Сатаны». Адрес, указанный в романе, — Москва, Большая Садовая, 302-бис, пятый этаж, кв. № 50. Летом 1924 года Булгаков, улучшив своё положение, получил возможность перебраться на 5-й этаж, в более спокойную квартиру под номером 34.
Лестница, ведущая к месту обитания Воланда и его свиты, также неоднократно фигурирует в книге. В 1970-е годы, после приобретения романом культового статуса и оглашения адреса дома Булгакова, его стали посещать многочисленные почитатели. С начала 1980-х годов стены подъезда стали украшаться рисунками, надписями, цитатами из романа, комментариями. В середине 1980-х годов работниками домоуправления стены были закрашены масляной краской, а их верхняя часть побелена. После этого на поверхностях вдоль лестницы опять появились граффити. В середине 2000-х годов на пролётах лестницы были проведены консервационные работы. Были закрашены непримечательные рисунки и надписи, не имеющие отношения к Булгакову и его знаменитой книге; украшенные поверхности были сфотографированы, а наиболее интересные работы оставлены. Однако эти результаты были уничтожены в декабре 2006 года неизвестными вандалами, после чего парадную вновь пришлось перекрашивать. В 2004 году квартира № 50 была передана фонду Булгакова, и в 2007 году там был организован Государственный музей писателя. Многие его посетители с интересом рассматривают граффити на стенах и оставляют свои.

## История

### Предыстория
Квартира, где проживал Булгаков, и лестница, ведущая к ней, находятся в подъезде № 6 (нумерация справа налево) дома № 10 на Большой Садовой улице в Москве. Коммунальная квартира № 50 была расположена на пятом этаже (9 комнат, образовавшихся при объединении квартир № 50 и № 41 первоначальной планировки). В квартире № 50 коридорного типа в 1921—1924 годах писатель жил со своей первой женой Татьяной Лаппой. Построенное в форме трапеции здание состояло из трёх жилых корпусов и секции художественных мастерских. Все квартиры имели расширенную планировку и состояли из четырёх-пяти комнат. Исключение составил только шестой подъезд, квартиры которого были в последний момент перепланированы под общежитие Высших женских курсов. После Октябрьской революции бывший доходный дом, где в основном проживала интеллигенция, обеспеченные москвичи, стал одним из первых жилищно-рабочих кооперативов («рабкоммуна»), и в него заселили семьи рабочих. После этого бытовые условия в доме значительно ухудшились, в нём стали происходить пьянки, драки, скандалы и т. п. Квартира № 50 стала прообразом места действия нескольких произведений классика: «№ 13. — Дом Эльпит-Рабкоммуна», «Псалом», «Самогонное озеро», «Три вида свинства…», «Воспоминание», «Записки на манжетах». Однако самым известным из них является «последний закатный» (выражение автора) роман «Мастер и Маргарита». За два года до начала действия романа из «нехорошей квартиры» за неделю загадочным образом исчезли пять жильцов. После гибели председателя МАССОЛИТа Михаила Александровича Берлиоза под колёсами трамвая чёрный маг Воланд со своей свитой поселяется в «нехорошей квартире», расположенной по адресу Большая Садовая улица, 302-бис. Дом, как и в романе, был шестиподъездный, и оба они были в форме буквы «П». Из-за действий Сатаны и его подручных за квартирой окончательно закрепляется плохая репутация. Однако в реальной квартире её комнаты небольшие, каминные и оконные витражи отсутствуют. По предположению булгаковеда и москвоведа Бориса Мягкова, на авторские описания также повлияли интерьеры и планировка пятикомнатной квартиры № 34 из того же дома, а также № 66 дома № 12 в Савельевском переулке.

### Лестница в романе «Мастер и Маргарита»
Щедрый иностранец в один мах соскользнул через целый марш лестницы вниз, но прежде чем смыться окончательно, крикнул снизу, но без акцента: 
   
— Ты, старая ведьма, если когда-нибудь ещё поднимешь чужую вещь, в милицию её сдавай, а за пазуху не прячь! 

Чувствуя в голове звон и суматоху от всех этих происшествий на лестнице, Аннушка ещё по инерции продолжала кричать: 

— Мерси! Мерси! Мерси!.. — а иностранца уже давно не было.
Действие нескольких эпизодов романа «Мастер и Маргарита» происходит на лестнице парадного № 6. Под ней находилась каморка, в которой отсиделся киевский дядя погибшего Берлиоза Максимилиан Поплавский, натерпевшийся страха после общения с помощниками Воланда. Через разбитое окно площадки лестницы вылетели из окна три отпущенных Воландом незадачливых посетителя «нехорошей квартиры». За этой сценой подсматривала Аннушка из квартиры № 48, находившейся этажом ниже «нехорошей». На лестнице она нашла подарок Воланда — золотую подковку с бриллиантами Маргариты, которую вернул Азазелло. На площадке третьего этажа дежурил в ночь бала у Сатаны сотрудник ОГПУ, и после этого по лестнице его сослуживцы идут наводить порядок в «поганой» квартире. С этим эпизодом связаны слова, ставшие крылатыми. На вопрос Коровьева, кто подымается к ним в квартиру, Азазелло ответил: «— А это нас арестовывать идут…». На что Коровьев заметил: «— Аа… ну-ну…» (Глава 27. «Конец квартиры № 50»).

### Эволюция и характер оформления стен подъезда
После смерти Булгакова по цензурным соображениям роман не публиковался четверть века. Впервые он появился в сокращённом виде в журнале «Москва» (№ 11, 1966 и № 1, 1967) и со временем приобрёл культовый статус. Первоначально поклонники не знали московские адреса любимого автора и его героев, но постепенно эти вопросы стали проясняться. Впервые широкой публике стало известно о доме Булгакова из очерка Владимира Лёвшина «Садовая, 302-бис…», который был опубликован в журнале «Театр» в конце 1971 года. Ещё одним фактором, послужившим популяризации дома и первой московской квартиры писателя, стал телефильм «Михаил Булгаков: Литературное наследство», показанный в 1978 году. С учётом охвата телевидения адрес дома по улице Большая Садовая стал достоянием многочисленной аудитории, после чего к нему потянулись посетители. По мнению литературоведа Мариэтты Чудаковой, во второй половине 1970-х годов двор, дом, и, в частности, его лестница, стали ассоциироваться уже не столько с адресом первой московской квартиры писателя, сколько «с местом действия любимого романа». Значительный интерес также вызывало то, что со времён 1920-х годов интерьер подъезда и лестницы претерпел мало изменений, в частности, плитка облицовки площадок осталась той же. Для любителей книги было немаловажным фактом, что по ступеням лестницы в течение нескольких лет ходил писатель. В 1983 году в бывшую квартиру Булгакова въехал проектный институт «Гипротехмонтаж». Его сотрудница, Наталья Романова, вдохновившись историей квартиры, устроила в одной из комнат импровизированную булгаковскую экспозицию. В это же время начинается настоящий булгаковский бум в прессе. Один за другим самые разные люди выступают за создание музея Булгакова на Большой Садовой.
С начала 1980-х годов стены подъезда стали украшаться рисунками, надписями, цитатами из романа и т. д. В статье «Михаил Булгаков и Москва», появившейся в однодневной газете «Мастер: Булгаковский вестник: Орган праздника на Патриарших», Чудакова отмечала, что первые рисунки и надписи появились в 1982 году. Впервые она столкнулась с ними в начале июля того же года, когда посетила бывшую коммунальную комнату писателя. Они находились на белой стене на пятом этаже возле двери «нехорошей квартиры». Первые надписи были малозаметны, они были выполнены карандашом, нацарапаны гвоздиком. По её мнению, в то время почитатели романа выражали своё волнение «как можно более скромно, ненавязчиво». Она привела в статье несколько таких текстов: «Ребята! Как грустно», «Спасибо!», «Да святится имя Михаила Афанасьевича!», «Боги, боги мои, как грустна вечерняя земля!». Через год стены были покрыты надписями и рисунками снизу вверх. Чудакова писала, что среди них попадались и удачные. Она привела одно из стихотворений, подписанное неким Д. Панковым: «Кто не читал Аксакова, // — Тому прощу обиду я, // Кто ж не читал Булгакова, // Тому я не завидую». Она разделила надписи-цитаты первой половины 1980-х годов на три группы:
- Выразительные в интонационно-комическом плане («Подумаешь, бином Ньютона!», «Не шалю, никого не трогаю, починяю примус…», «…Что же это у вас, чего ни хватишься, ничего нет!», «У меня, может, полный примус валюты…»);
- Окрашенные в эмоционально-лирические тона («Кто сказал тебе, что нет на свете настоящей, верной, вечной любви? Да отрежут лгуну его гнусный язык!», «Боги, боги мои! Как грустна вечерняя земля! Как таинственны туманы над болотами…»);
- Отсылающие к основам человеческого бытия («Согласись, что перерезать волосок уж наверно может лишь тот, кто подвесил?», «…Ежели Бога нет, то, спрашивается, кто же управляет жизнью человеческой и всем вообще распорядком на земле?»)[12].

Чудакова также выделила надписи по мотивам:
- Привязанность к автору и выражение уважения в его адрес;

- Проявления симпатии к любимым персонажам книги, связанные с темами памяти, совести, уподобления себя с этими понятиями («Иешуа, прости нас!», «Маргарита, я жду тебя!» «Маргарита, тебя ищет Мастер!»);

- Цитаты, представляющие эмоции автора надписи;

- Обращение к Воланду как к символу, к тому, кто накажет современное зло, выражение претензий к происходящей действительности;

- Желание проявления чуда, мечты о покое как о нирване;

- Игры с текстом книги, выражение удовольствия от её строк (неоднократно повторявшийся диалог между Азазелло и Коровьевым, в сцене, где идут арестовывать беспокойных обитателей квартиры), а также сокращённые перифразы (например, «Аннушка уже пролила масло!»).

По наблюдению Чудаковой, почти все граффити первой половины 1980-х годов были выполнены в едином стиле, шрифте: чёрной гуашью на белом фоне стены. Видимо, к их созданию приложили руки студенты московских ВУЗов. Тексты перемежались рисунками, напоминающими фрески. Наиболее популярными персонажами в тот период были: кот Бегемот, Иешуа, Маргарита, Воланд. Попытки изобразить Мастера были обычно неудачными. Нанесённые на стену любимые тексты из романа Чудакова сравнила с записью в рукописный альбом, которые бытовали в школьной среде ещё до 1950-х годов. Кроме того, начиная с середины 1980-х годов надписи в подъезде приобрели функцию ещё не появившегося в СССР интернета, различных блогов, интернет-дневников.
В 1985 году в газете «Известия» появилась статья Вл. Арсеньева и Ю. Гринько, которые писали, что стали поступать сведения о том, что в подъезде булгаковского «злополучного дома» на стенах вдоль лестницы «чудесным образом проступает едва ли не весь текст романа», а также «исчезают, чтобы вновь появиться, изображения основных персонажей». Кроме того, ходили слухи о том, что на мраморных ступенях проступали следы лап огромного кота, а также, что на адрес «нехорошей квартиры» поступила телеграмма от Воланда. Корреспонденты решили проверить городскую легенду и наведаться в дом. Они узнали, где он находится, но предусмотрительно не сообщили этого в статье. Зайдя в подъезд, они были поражены: «Какая бездна работы проделана — цветными мелками, гуашью, гвоздями, наконец! Сколько тысяч поклонников романа прошли мимо этих стен, оставив после память, надо признать, не всегда интересную? В борьбе за чистоту стен в подъезде ДЭЗ [домоуправление] 16 Краснопресненского района — сторона не столько сражающаяся, сколько сражаемая». После этой публикации по решению местного райисполкома стены были закрашены зелёной масляной краской, а их верхняя часть побелена. После того как на некоторое время своеобразный музей исчез, Арсеньев и Гринько 7 февраля 1985 года опубликовали в «Известиях» вторую статью на булгаковскую тему («Не стучать, не звонить. Садовая, 302-бис» № 50), где сожалели о появлении трёх «фей» в ватниках, закрасивших стены: «…Такие вот непредвиденные последствия публикации, вся цель которой в том только и состояла, чтобы по-доброму улыбнуться над необычным проявлением читательского интереса к „Мастеру и Маргарите“», — писали соавторы. Однако через несколько месяцев подъезд вновь был украшен, но уже менее художественно. В связи с тем, что теперь стены были покрыты масляной краской, изменился характер надписей, так как гуашь плохо наносится на такое покрытие. «Всё стало попроще, потопорнее. И всё же это — самосильно действующий музей, естественное выражение чувств к писателю: народная тропа, протоптанная к дому», — писала Чудакова в 1989 году. Если ранее рисунки отделялись друг от друга, то теперь они стали смешиваться, напоминая разноцветную «паутину»
В 2004 году квартира № 50 была передана фонду Булгакова. После этого в 2007 году там был организован Государственный музей писателя. Такие изменения повлияли на характер настенных работ. Многие посетители мемориальной квартиры стали подолгу рассматривать содержимое стен и оставлять свои отметки. Слои рисунков и надписей наносились один на другой, пока администрацией музея не было принято решение об обновлении интерьера подъезда. В середине 2000-х годов на пролётах лестницы были проведены консервационные работы. Первые красочные слои осторожно сняли и поместили на хранение, кроме того, на стенах местами оставили исторические «окна», с интересными рисунками. По настоянию Чудаковой, перед ремонтом фотограф сделал снимки всей поверхности стен подъезда. Решение о реставрации было вызвано также тем, что многие надписи не имели никакой связи с Булгаковым и были заурядными обывательскими объявлениями, проявлениями фанатских эмоций к футбольным клубам, банальным выражением любви к кому-либо и т. д. (словно на скамейке или заборе); причём это делалось поверх слоя с примечательными изображениями персонажей книги. В ходе реставрации по фотографиям стен художники восстановили наиболее интересные рисунки. Однако результаты приведения стен в более художественное состояние были уничтожены в декабре 2006 года неизвестными вандалами. Они залили чёрной краской ступени лестницы, замазали восстановленные рисунки, написали на стенах нецензурную брань, националистические лозунги, изобразили фашистскую свастику. После этого помещение подъезда вновь пришлось перекрашивать. В 2009 году при поддержке музея Булгакова вышла книга Чудаковой, посвящённая феномену «нехорошей лестницы». В подъезде проходили мероприятия, связанные с писателем. С 12 по 17 мая 2021 года на лестнице, ведущей в мемориальную квартиру Булгакова, проводилась выставка, где посетители могли не только ознакомиться с рисунками и надписями разных лет, но и сами создать что-то новое в духе этого явления.

## Оценки
Мягков писал, что феномен дома, который он назвал «символом „Булгаковской Москвы“», а также лестницы шестого подъезда объясняется автобиографическим характером романа, реалистичностью романной топографии, что предоставляет возможность «радостно» оживить страницы книги для её почитателей. Рисунки, надписи, комментарии и т. д., в его понимании, являются своеобразным «памятником», свидетельством магического влияния на читателей последнего романа Булгакова и других его произведений, связанных с домом. Он не совсем согласен с точкой зрения, что такие проявления любви поклонников вызваны к жизни «социальной магией литературной топографии романа». Скорее, с точки зрения Мягкова, это стало проявлением стихийной идентификации мест полюбившихся литературных героев, тем более, что со времён Булгакова в доме по Большой Садовой мало что поменялось. По его мнению, несмотря на то, что некоторые настенные проявления любви к книге не обладают художественными достоинствами, но зато от чистого сердца и без каких-либо указаний. Такому неформальному характеру почитания могли бы позавидовать многие авторы. С учётом таких особенностей, он отмечал, что квартира № 50 станет оригинальным и отличным от других учреждением, «где люди будут общаться, музеем-клубом, музеем-библиотекой, музеем-читальней». «„Да здравствует Булгаков!“ — такая надпись повторяется на стенах дома на Садовой. Этот наивный и вместе с тем мудрый лозунг позволяет коснуться любых аспектов булгаковской прозы. Что означает узор рисунков и цитат? Что это — самодеятельный музей Булгакова? Мастера? Воланда? Романа? Нет, прежде всего, это — вещественное доказательство значимости пересечения реальности и творчества. Это роман Булгакова „Мастер и Маргарита“ навсегда наложил свой отпечаток на стены и улицы Москвы», — писал Мягков. Чудакова отмечала, что для поклонников Булгакова лестница приобрела «первостепенный мемориально-музейный смысл» за три десятилетия до учреждения музея-квартиры. «На ней они и сегодня задерживаются подолгу, изучая каждую пядь. Вся лестница является несомненной частью охраняемой мемориальной зоны квартиры № 50». Ещё до появления интернета, подчёркивала она, стены вдоль лестницы приобрели личный характер: «Шла активная интерпретация романа — и интерпретация своей повседневности посредством романа». Чудакова также находила взаимосвязь между граффити с титрами немого кино, диафильмами, театральной зрелищностью.
Литературоведы Ирина Белобровцева и Светлана Кульюс писали, что популярность Булгакова создала «безудержное паломничество» к местам его жизни и творчества: «Сотни самых разнообразных записей покрывают стены подъезда дома, где находится квартира 50. Этот стихийный музей свидетельствует, что многими читателями роман был воспринят как откровение и ответ на вопросы, задавать которые было немыслимо в тоталитарной стране с официальной культурой». Писатель и критик Дмитрий Быков, отмечая негативные последствия любви интеллигенции 1960—1970-х годов к демонологии Булгакова, вспоминал, что относится к той категории москвичей, которые ещё помнят лестницу, ведущую к «нехорошей квартире», и сожалел о характере некоторых надписей. Также, по его мнению, в этом отношении в русской литературе (и топографии) имеется ещё другая такая «великая» лестница: из романа Фёдора Достоевского «Преступления и наказания». Она ведёт в комнатушку в мансарде Родиона Раскольникова. Сопоставляя её с булгаковской, Быков привёл несколько отрицательно окрашенных надписей на лестнице в петербургском доме, отождествлённом с жильём Раскольникова («Родя, мочи старух», «Вернись, Раскольников, мы ждём тебя» и т. д.).